# Église Saint-Lambert de Saint-Lambert-sur-Dive
L'église Saint-Lambert est une église catholique située à Saint-Lambert-sur-Dive, en France.

## Localisation
L'église est située dans le département français de l'Orne, au sud du bourg de Saint-Lambert-sur-Dive.

## Architecture
Le clocher, datant du XIIe siècle, est inscrit au titre des Monuments historiques depuis le 29 novembre 1948.